# Ptyssiglottis collina
Ptyssiglottis collina är en akantusväxtart som beskrevs av Spencer Le Marchant Moore. Ptyssiglottis collina ingår i släktet Ptyssiglottis och familjen akantusväxter. Inga underarter finns listade i Catalogue of Life.